# Верхняковцы
Верхняковцы (укр. Верхняківці) — село в Борщёвской городской общине Чортковского района Тернопольской области Украины.
До 2020 года входило в Борщёвский район.
Код КОАТУУ — 6120881301. Население по переписи 2001 года составляло 688 человек.

## Географическое положение
Село Верхняковцы находится на берегах реки Ничлава,
выше по течению на расстоянии в 1,5 км расположено село Лановцы,
ниже по течению на расстоянии в 1,5 км расположен город Борщёв.
Через село проходит автомобильная дорога Р-24.

## Объекты социальной сферы
- Школа I ст. (школа-сад), клуб, библиотека.

## Достопримечательности
Есть церковь Святой Параскевы Сербской (1898), римско-католическая часовня (1921—1922).

## Галерея

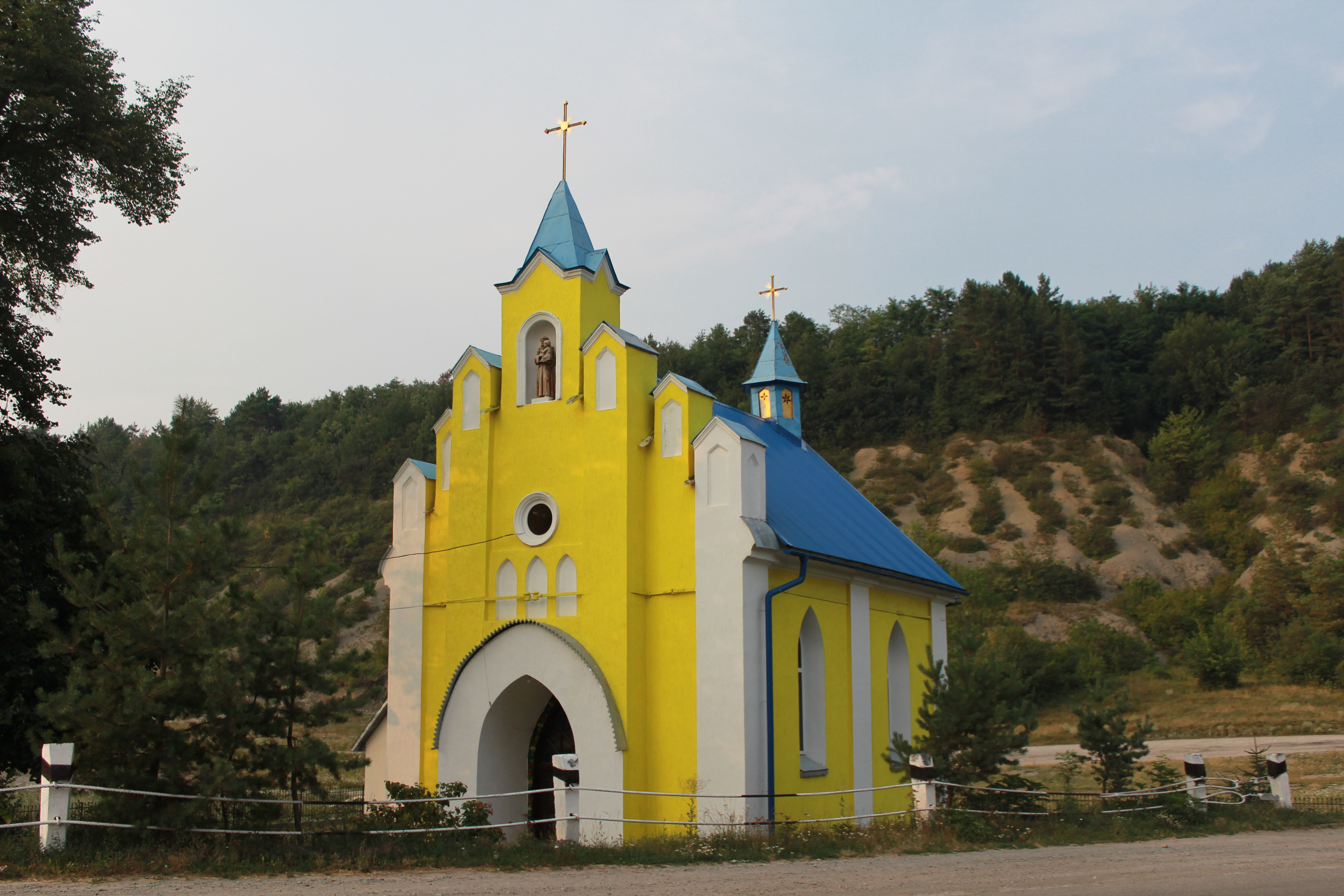
Костёл
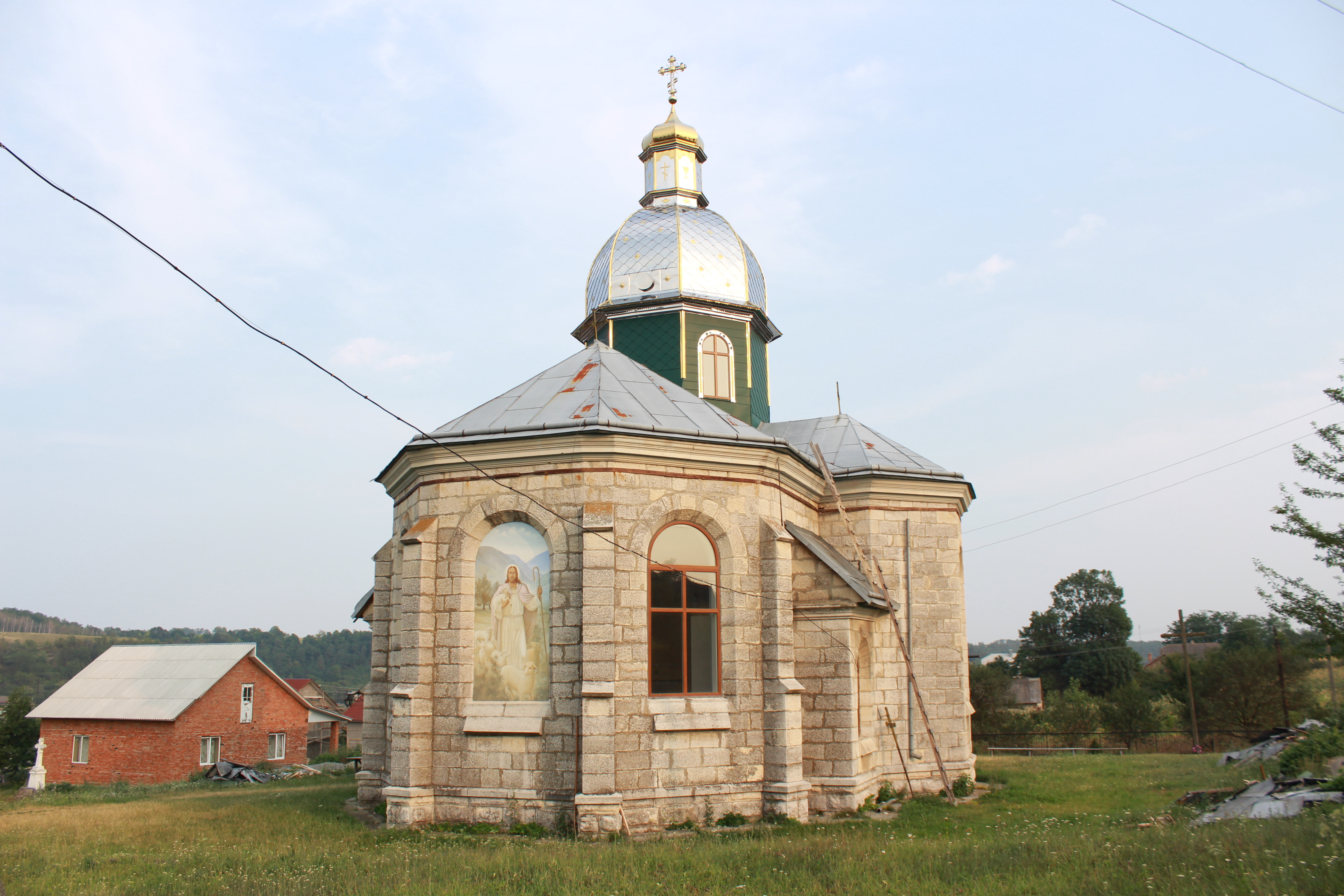
Церковь